# Francesc Serra i Alberti
Francesc Serra i Alberti (Xilxes, 17 de novembre de 1746 – Madrid, 29 de març de 1814) fou un religiós i erudit valencià. Era membre d'una petita aristocràcia municipal. El 1760 s'instal·là a València. Estudià filosofia i teologia a la Universitat de València, on es doctorà el 1768. Ordenat prevere el 1774, treballà com a bibliotecari de l'Arquebisbat de València i com a mestre de retòrica al Seminari de Nobles de Sant Pau fins al 1779, quan fou preceptor privat del Senyor de la Torre Ovilla. Va fer amistat amb Joaquim Llorenç Villanueva i Astengo, futur diputat com ell. El 2 d'octubre de 1784 va obtenir un benifet a l'església del Salvador (València).
El 14 de febrer de 1810 fou elegit diputat a les Corts de Cadis. De tarannà conservador però il·lustrat, es mostrà partidari d'abolir la Inquisició com a institució, tot i que no en qüestionava ni el seu fonament ni la seva finalitat. Fou un dels signants de la Constitució espanyola de 1812. El 1813 fou elegit diputat suplent i quan les Corts Espanyoles van tornar a Madrid s'hi va instal·lar, on hi va morir d'una apoplexia.